# 博氏指鰧
博氏指鰧（學名：Dactyloscopus boehlkei），為輻鰭魚綱䲁形目指鰧科指鰧屬的一個種，種名是為了紀念美國魚類學家詹姆斯·歐文·伯爾克（1930-1982），他曾擔任費城自然科學院魚類館長，分布於中西大西洋巴哈馬海域，深度0至8公尺，本魚身體扁平，向尾部逐漸變細，頭大，上部扁平，前部圓而窄，口上翹，下頜突出，上頜超過眼睛，後鼻孔單孔，靠近管狀前鼻孔基部，眼位於頭頂，有明顯的柄，但短，眼尖處有斑點或皮膚突起，兩唇均有皮瓣，上唇14-15個皮瓣，鰓蓋上部有褶邊，腹鰭著生於喉下，各具1、3根鰭條，側線在最後一節背棘下向下彎曲，前部通常有16片具孔的鱗片，共46片，體淡棕褐色，背部有紅棕色斑紋，背鰭硬棘10枚、臀鰭硬棘2枚、臀鰭軟條32-33枚，體長可達5.5公分，棲息在沙底質海床，生活習性不明。